# 히말라야사우루스

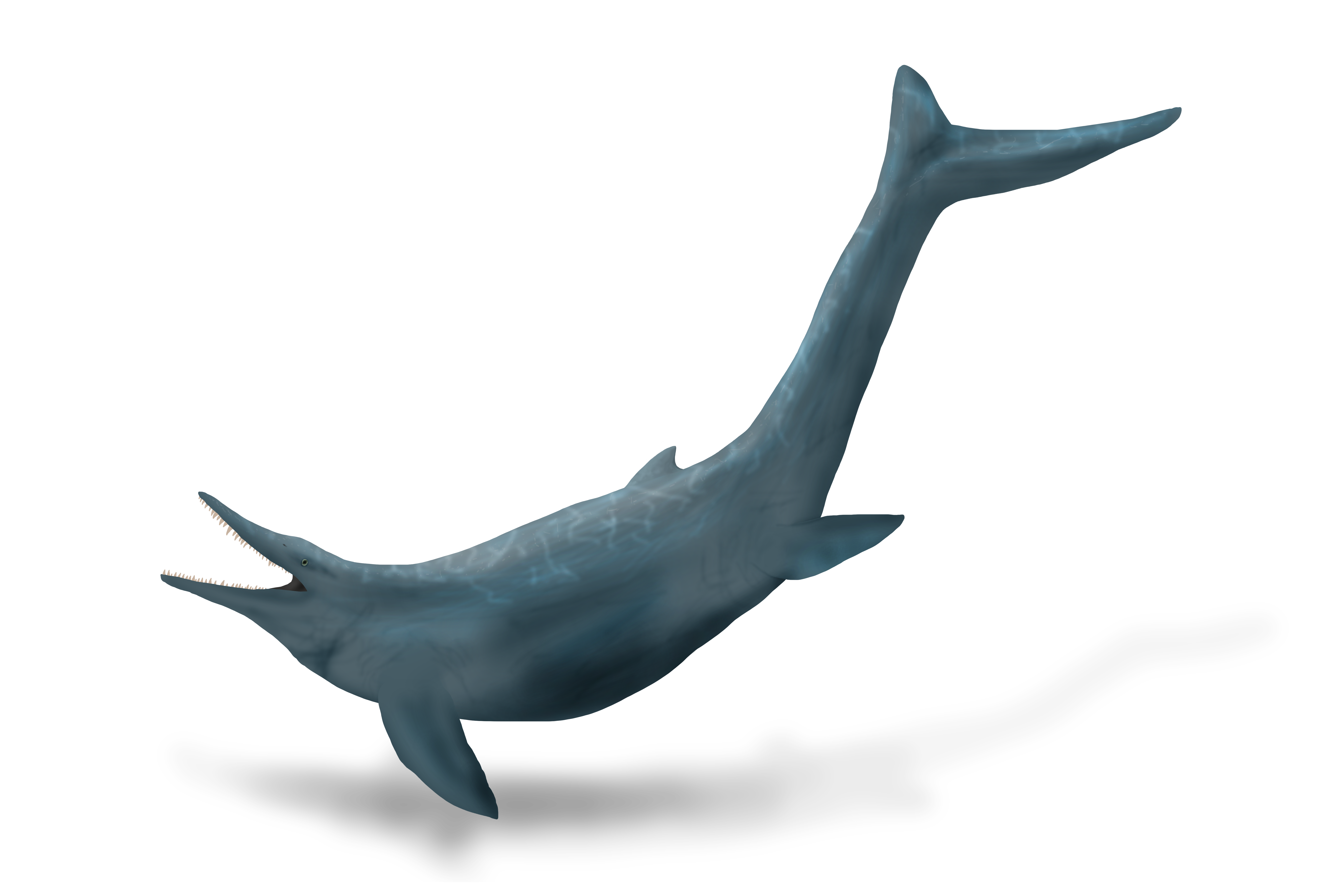

히말라야사우루스(학명: Himalayasaurus tibetensis)는 어룡목에 샤스타사우루스과에 속하는 어룡이다. 지금은 멸종된 종으로서 전체적인 몸길이가 15m인 매우 거대한 어룡에 속한다.

## 특징
히말라야사우루스는 티베트 후기 트라이아스기 쿨롱공바 형성 어룡의 한 속이다. 히말라야사우루스 티베텐시스의 종류는 1972년에 치아, 사지뼈, 척추뼈 등 단편적인 유적을 기초로 하여 기술되었다. 히말라야사우루스의 전체 몸길이는 15m(49ft)가 넘는 것으로 추정된다. 히말라야사우루스의 이후 간주해 왔다는 제안도 있었으며 또는"의심스러운 이름"때문에 부족의 특징을 정하고 있다고 외에는 다른 이크티오사우루스과지만 앞의 별개의 절단 가장자리에 이빨 좀 더 최근에 제안된이 독특한 형상의 종이다.(절단 가장자리를 가지고 있고 또한에서 최근에 발견되어 설명한된 이크티오사우루스과이다. 네미국 서부의 탈라토아콘에 해당된다.) 히말라야사우루스는 쇼니사우루스처럼 몸집이 큰 트라이아스기 어룡을 포함한 샤스타사우루스과에 속한다. 히말라야사우루스는 이외에도 넓게 확장된 가슴지느러미와 꼬리지느러미를 가지고 있다. 양턱에는 총 15~25개의 톱니 모양을 가진 이빨을 가지고 있다. 먹이로는 당대에서 서식했던 물고기, 갑각류, 두족류를 주로 섭식했을 육식성의 포식자로 추정되는 종이다.

## 생존시기와 서식지와 화석의 발견
히말라야사우루스가 생존하였던 시기는 중생대의 트라이아스기 후기로서 지금으로부터 2억년전~1억 8000만년전에 생존했었던 종이다. 생존했었던 시기에는 인도와 중국의 남부를 중심으로 하는 히말라야와 티베트에 아시아의 인도양에서 주로 서식했던 종이다. 화석의 발견은 티베트와 히말라야산맥의 트라이아스기에 형성된 지층에서 인도의 고생물학자들에 의하여 처음으로 화석이 발견되어 새롭게 명명된 종디다.